# EduCamp

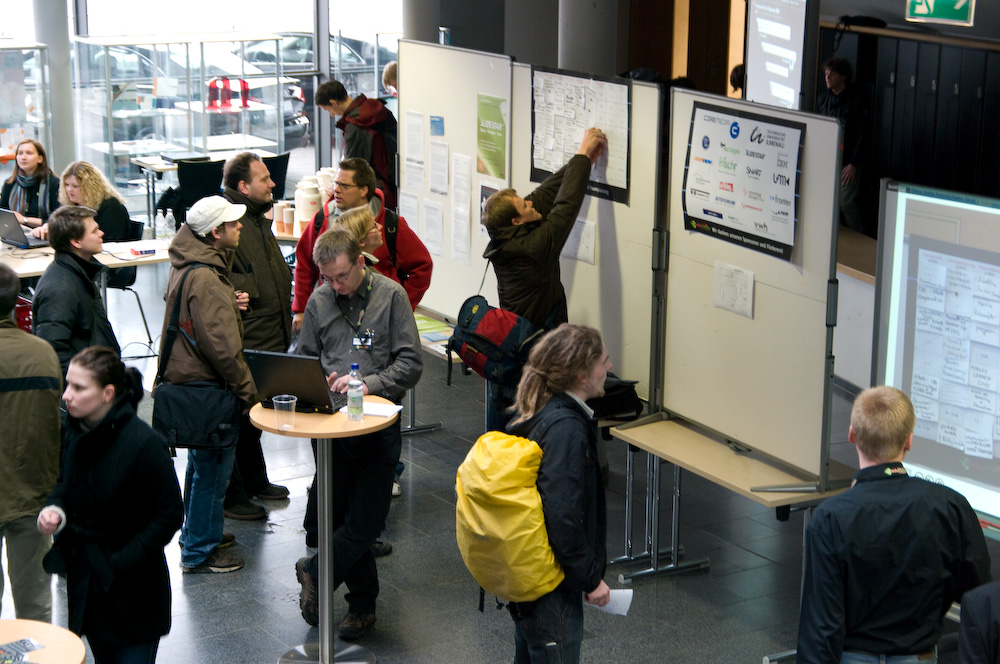
Teilnehmer des EduCamps 2008 #1 an der TU Ilmenau (hier zwischen zwei Sessions, beim Meinungsaustausch und Aktualisieren des Sessionsplans).

Ein EduCamp ist eine offene Tagung, auf der hauptsächlich medienpädagogische Fragen sowie generell auch Formen und Methoden des Lehrens und Lernens behandelt werden. Inhaltlicher Schwerpunkt ist dabei zumeist der Einsatz von Medien – vor allem von Neuen Medien – im Bildungskontext an Schulen und Hochschulen sowie im Unternehmensumfeld.
Wie beim Barcamp werden Ablauf und Inhalte von den Teilnehmern im Tagungsverlauf selbst entwickelt, wobei dieses Prinzip einer sich weitgehend selbstorganisierenden und kostenlosen „Mitmach-Konferenz“ beim EduCamp durch etablierte Konferenzmethoden wie der Podiumsdiskussion und dem Open Space ergänzt werden.

## Geschichte
Im Jahr 2007 entwickelte und erprobte Diego Leal, Forscher am kolumbianischen Bildungsministerium (Ministerio de Educación Nacional), in Kolumbien ein Unkonferenzformat namens EduCamp (englisch education [bar]camp „Bildungs-Tagung“), das durch Workshops im Open-Space-Stil gekennzeichnet war.
Die Idee des EduCamps fand als Web-2.0-Initiative rasch Nachahmer in verschiedenen Ländern, wie unter anderem in der Ukraine, in Kanada und Malaysia. In Kolumbien wurde Ende 2008 eine zweite Workshop-Reihe mit insgesamt sieben Stationen veranstaltet, weitere EduCamp-Workshops folgten dort 2009 und 2010.
Im deutschsprachigen Raum wurde der EduCamp-Ansatz im Jahr 2007 vom deutschen Medienwissenschaftler Steffen Büffel aufgegriffen und im Nachgang eines Online Round Tables (ORT) gemeinsam mit den Medienwissenschaftlern Thomas Bernhardt und Marcel Kirchner konkretisiert. In Anlehnung an das BarCamp-Format entwickelten sie ein deutschsprachiges EduCamp-Format, das dann im Jahr 2008 umgesetzt wurde. Das erste EduCamp im deutschsprachigen Raum fand im April 2008 an der Technischen Universität im thüringischen Ilmenau statt. Es folgten weitere EduCamps in verschiedenen deutschen Städten sowie im österreichischen Graz. Im Mai 2011 wurde mit dem EduCamp e.V. ein gemeinnütziger Verein zur Organisation der EduCamps gegründet.

## Kriterien von deutschsprachigen EduCamps

### Ziele und Teilnehmende
Ziel eines (deutschsprachigen) EduCamps ist es, im Bildungsbereich tätige Menschen zusammenzubringen, die sich in einer „Mitmach-Konferenz“ aktiv und kritisch mit innovativen Formen, Formaten, Technologien, Strategien etc. des mediengestützten Lernens auseinandersetzen, um sich so über dessen Zukunft austauschen zu können.
Zum angesprochenen Personenkreis gehören Experten und Lehrende im Schul- und Hochschulbereich, Vertreter von Unternehmen und Agenturen, sowie interessierte Schüler und Studierende. Da EduCamps in der Regel am Wochenende stattfinden, wird großer Wert auf Kinderfreundlichkeit gelegt. Schrittweise etablierte sich hierbei auch, dass Kinder selbst aktiv Sessions anbieten.

### Ablauf

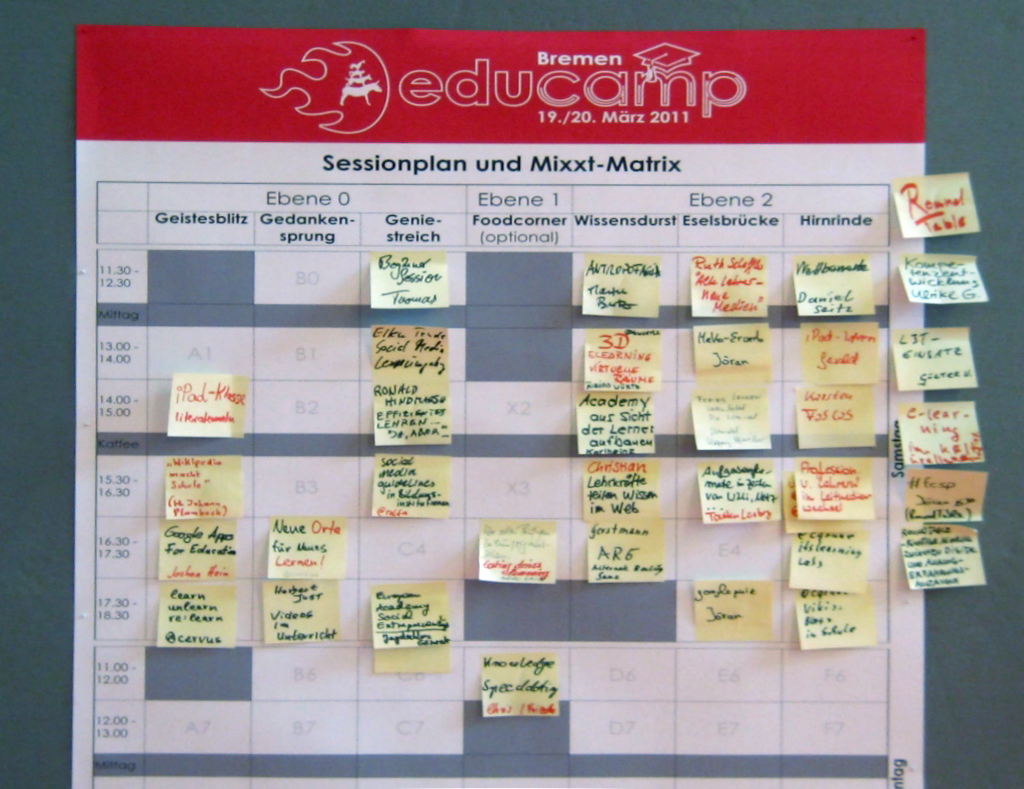
Sessionsplan (Grid) beim EduCamp 2011 #7 an der Universität Bremen.

Wie beim BarCamp-Konzept ist jeder Teilnehmer eines (deutschsprachigen) EduCamps dazu aufgefordert, ein eigenes Thema einzubringen, über das er referieren oder diskutieren möchte. Dies kann während des EduCamps durch Vorträge, Workshops, Diskussionsrunden und andere Methoden des wissenschaftlichen Austausches realisiert werden.
Der genaue Ablaufplan des EduCamps ergibt sich aus der Themenwahl vor Ort; lediglich ein Motto steht bereits fest und Themenvorschläge können im Vorhinein diskutiert werden. In der Eröffnungsrunde des EduCamps stellen sich zunächst alle Teilnehmer anhand von drei Schlagwörtern selbst vor. Anschließend erhalten die Teilnehmer die Möglichkeit, ihr Thema, zu dem sie eine sogenannte Session („Diskussionsrunde“) anbieten möchten, zu präsentieren. Wenn das Thema mindestens eine kleine Gruppe an Interessenten findet, kann der Referent sein Thema in den vorher definierten Sessionsplan eintragen. Diese „Stundenpläne“, die sogenannten Grids, ordnen die einzelnen Sessionsangebote festgelegten Zeiten und Räumlichkeiten zu.

### Inhalte
Im Blickfeld eines (deutschsprachigen) EduCamps steht stets das Thema „Lehren und Lernen 2.0“, insbesondere das E-Learning und Corporate Learning, aber auch Lehren und Lernen allgemein im Fokus auf Neue Medien. Hierbei konzentrieren sich die Inhalte vorrangig auf den Einsatz von Social Software wie Blogs, Podcasts oder auch Wikis im Bildungskontext und dies sowohl an Schulen und Hochschulen als auch im Unternehmensumfeld. Da nach dem Prinzip eines BarCamps die Inhalte von den Interessen der Teilnehmenden abhängen, sind trotz der hohen Affinität zum E-Learning jedoch auch andere Themen aus dem Bildungsbereich möglich.

## Bisherige EduCamps (Auswahl)

### International

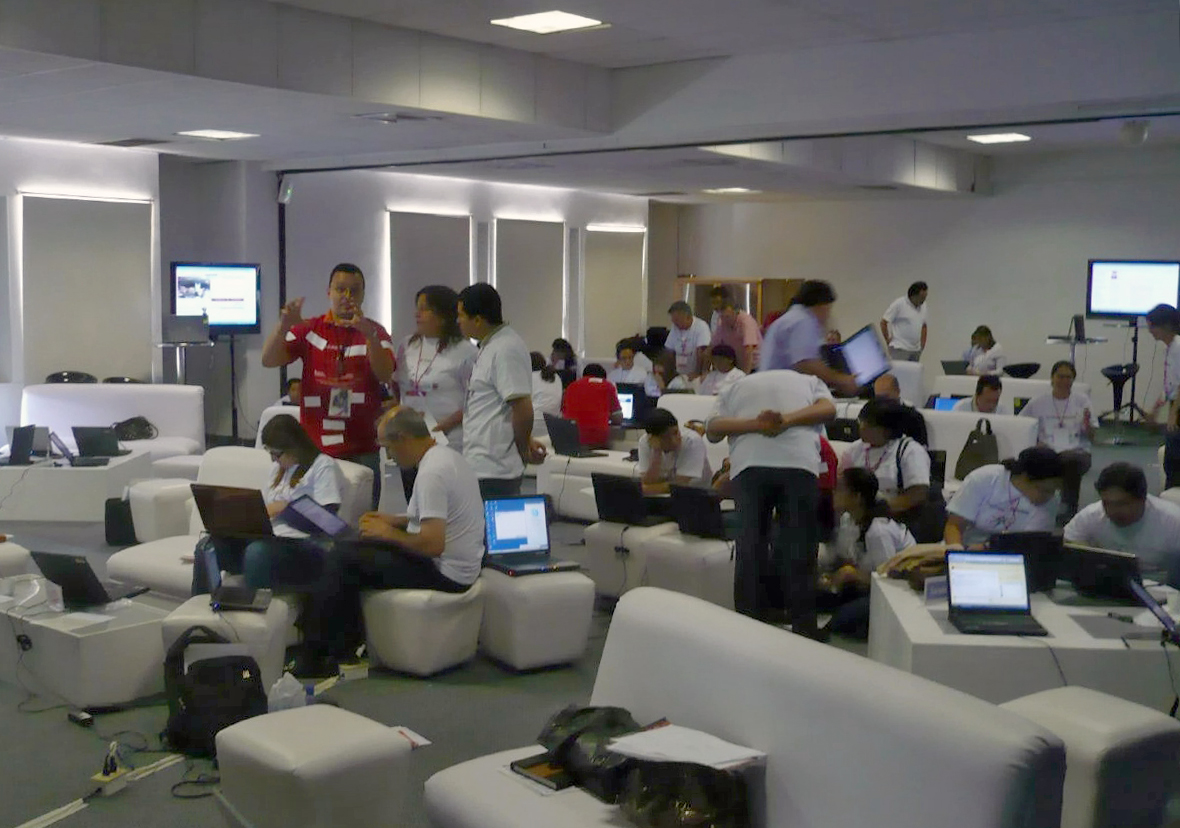
Kleingruppen-Workshops beim EduCamp Colombia 2008 in Bucaramanga, Kolumbien.

- 2007 in Kolumbien: EduCamp Colombia 2007 mit Stationen in Bogotá und Medellín[9]
- 2008–2010 in Kolumbien: EduCamp Colombia 2008 mit insgesamt sieben Stationen; EduCamp Colombia 2009 mit insgesamt drei Stationen; EduCamp Colombia 2010 mit insgesamt zwei Stationen in Bogotá[10]
- 2008 in der Ukraine: EduCamp Kiew 2008 in Kiew
- 2009 in Kanada: LIT EduCamp 2009 an der Universität von British Columbia (im Unterschied zum deutschen EduCamp-Konzept mit vordefiniertem Ablaufplan)[11]
- 2009–2011 in Malaysia: EduCamps an der privaten Technischen Universität Petronas des malaysischen Mineralölkonzerns Petronas
- 2010 in Vietnam: EduCamp Saigon 2010 in Ho-Chi-Minh-Stadt (ehemals Saigon)[12]

### Im deutschsprachigen Raum

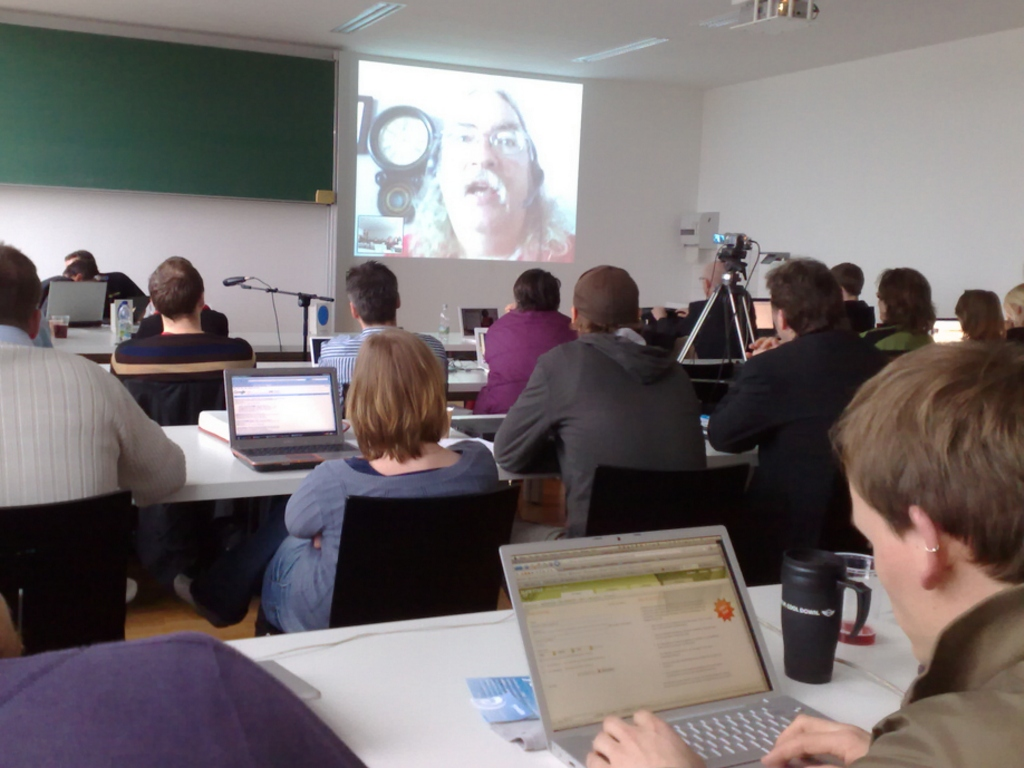
Session beim EduCamp 2008 #1 an der TU Ilmenau, hier mit Live-Zuschaltung von Stephen Downes aus Kanada.

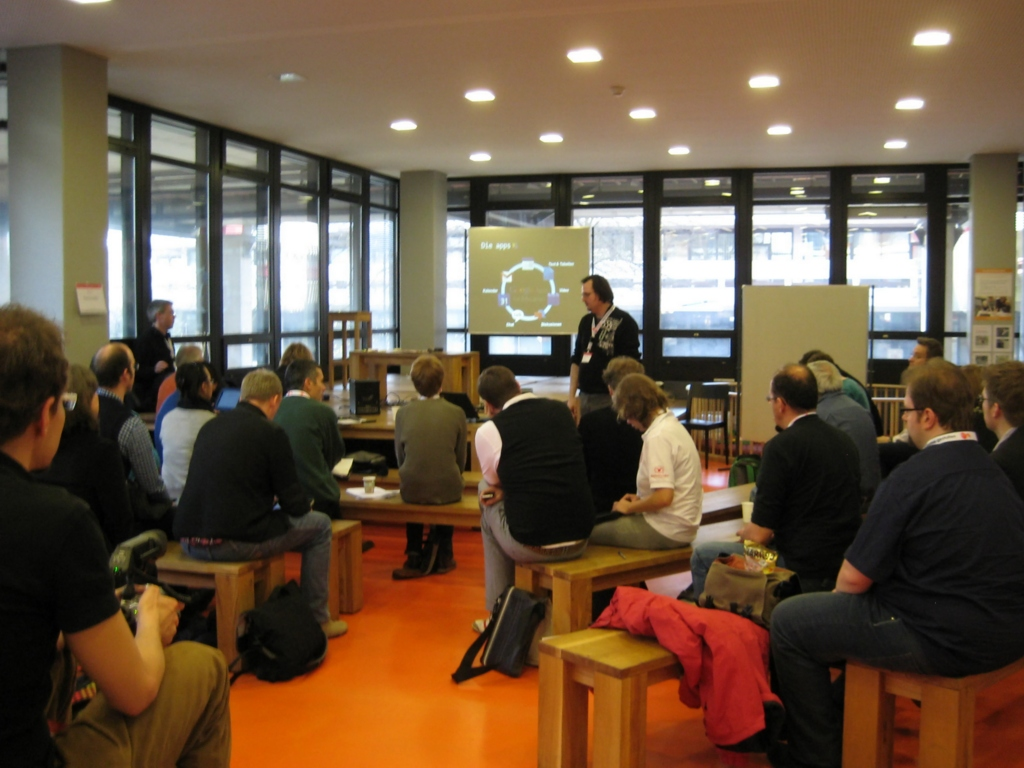
Session einer mittelgroßen Gruppe beim EduCamp 2011 #7 an der Universität Bremen (in einer offenen Raumsituation, wie beim Open-Space-Format).

- April 2008 – Das EduCamp 2008 #1, das erste EduCamp im deutschsprachigen Raum, fand an der Technischen Universität in Ilmenau statt und wurde von rund 180 Teilnehmern besucht.[13] Die Podiumsdiskussion am Eröffnungsabend wurde von Michael Kerres, Jean-Pol Martin und weiteren Bildungsexperten geführt; die Themen reichten von E-Learning 2.0 in Schule und Hochschullehre über Corporate Learning bis zu Digitalen Spielen und Virtuellen Welten im Bildungseinsatz.[14] Bei den BarCamp-Sessions an den beiden Folgetagen erfolgten teils Live-Zuschaltungen der internationalen E-Learning-Experten Stephen Downes und George Siemens aus Kanada; Themenschwerpunkte der Diskussionsrunden waren unter anderem E-Portfolio und Datenschutz.[15]
- Oktober 2008 – Das EduCamp 2008 #2 fand an der Humboldt-Universität in Berlin statt und hatte rund 90 Teilnehmer. Zu den behandelten Themen gehören unter anderem Digitale Spiele im Bildungseinsatz, Akzeptanzprobleme beim Einsatz von Social Software in der Lehre und Entwicklung von Lehrszenarien mit Web-Tools.[16][17]
- April 2009 – Das EduCamp 2009 #3 wurde nochmals an der TU Ilmenau durchgeführt; es stand unter dem Motto „Misson Impossible – Lernen neu gestalten“.[18][19]
- November 2009 – Das EduCamp 2009 #4 war das erste deutschsprachige EduCamp in Österreich; es wurde an der Technischen Universität in Graz veranstaltet und stand unter dem Motto „Lernende von morgen – Informationsjunkies?“[20]
- Februar 2010 – Das EduCamp 2010 #5 wurde an der Fakultät für Erziehungswissenschaft, Psychologie und Bewegungswissenschaft der Hamburger Universität durchgeführt.[21]
- November 2010 – Das EduCamp 2010 #6 fand an der RWTH in Aachen statt und stand unter dem Motto „Zukunft gemeinsam gestalten – Bildung neu entdecken“.[22]
- März 2011 – Das EduCamp 2011 #7 wurde an der Universität in Bremen veranstaltet; es stand unter dem Motto „Neue Lernräume gestalten“.
- November 2011 – Das EduCamp 2011 #8 wurde am Oberstufenkolleg in Bielefeld veranstaltet; es stand unter dem Motto "Neue Lernkulturen entwickeln und vernetzen".
- März 2012 – Das EduCamp Cologne 2012 #9 wurde in der Kaiserin-Augusta-Schule in Köln veranstaltet; es stand unter dem Motto „Learn To Fly“.
- Oktober 2012 – Das EduCamp Ilmenau 2012 #10 wird (wie das EduCamp #1) an der TU Ilmenau stattfinden. Das Motto zum Jubiläum lautet: "Back to the roots – into the learning future!" Als Überschrift und Zielsetzung haben die Veranstalter "Edupreneure und Bildungs-Startups gesucht – neue Lernräume (er)gründen!" gewählt.
- April 2013 – EduCamp in Hamburg #11
- Herbst 2013 – EduCamp in Berlin #12
- April 2014 – EduCamp in Frankfurt #13
- Oktober 2014 – Das EduCamp 2014 #14 fand erstmalig als 48-Stunden-Barcamp im DGB Tagungszentrum Hattingen statt. Die Sessionplanung konnte aufgrund der Übernachtungsmöglichkeiten vor Ort sehr flexibel durchgeführt werden. Somit war es möglich, Sessions bei Bedarf auch sehr früh am Morgen oder spät am Abend anzusetzen.[23]
- April 2015 – EduCamp in Stuttgart #15
- September 2015 – Das EduCamp 2015 #16 wurde an der ESCP Business School in Berlin durchgeführt und verfolgte erstmals eine „3-in-1-Barcamp“-Strategie: Das EduCamp fand gemeinsam mit dem OERcamp (Open Educational Resources) und dem MOOCamp (Massive Open Online Course) statt, da diese ähnliche inhaltliche Schwerpunkte setzen. Daher erfolgte auch die Planung der Sessions gemeinsam.[24]
- April 2016 – EduCamp in Leipzig #17
- Oktober 2016 – EduCamp Hattingen #18
- April 2017 – EduCamp Bad Wildbad #19
- Oktober 2017 – EduCamp Hattingen #20
- April 2018 – EduCamp Neuharlingersiel #21
- Oktober 2018 – EduCamp Hattingen #22
- Oktober 2019 – EduCamp Hattingen #23
- April 2020 – Das EduCamp Frankfurt 2020 #24 war ursprünglich als Präsenzveranstaltung geplant, fand bedingt durch die Corona-Pandemie letztlich aber in digitaler Form statt.[25]
- Oktober 2021 – EduCamp im Internet #26
- September 2022 – EduCamp Düsseldorf #27 – erstmals seit 2020 wieder als Präsenzveranstaltung[26]
- März 2023 – EduCamp Westküste #28 in (Heide)
- September 2023 – EduCamp Halle (Saale) #29
- März 2024 – EduCamp Minden #30
- September 2024 – EduCamp Calberlah #31

## Resultierende Projekte
Aus den Arbeitsansätzen und -ergebnissen der bisherigen EduCamps im deutschsprachigen Raum entwickelten sich unter anderem folgende Projekte:
- Herausbildung des Neuron!-Netzwerkes rund um Jean-Pol Martin und sein Konzept Lernen durch Lehren (LdL)[27]
- Daraus resultierend wiederum weitere Bildungsinitiativen, beispielsweise die Maschendraht-Community[28]
- Formulierung von 7 Forderungen für eine zeitgemäße Lehre[29]

## Ähnliche Veranstaltungen
- OERcamp – von Aktivistinnen und Aktivisten OER-Szene
- edunautika – ein Barcamp zur Pädagogik mit digitalen Medien
- Corporate Learning Camp – eine Community von Bildnern der beruflichen und betrieblichen Bildung
- Medienpädagogik Praxis Camp – ein Barcamp zur außerschulischen Medienpädagogik und Jugendarbeit